# Fattoria di Principina
La Fattoria di Principina è una fattoria situata a Principina Terra, frazione comunale di Grosseto. La fattoria ha conferito la denominazione anche al non lontano e moderno complesso alberghiero.

## Storia
Il complesso è una delle storiche fattorie che si svilupparono nelle aree rurali attorno alla città di Grosseto dal periodo settecentesco in poi, grazie alle opere di bonifica realizzate dai Lorena.
La pianura grossetana, infatti, fino a quel periodo era in larga parte occupata dal Lago Prile e da ambienti palustri minori che rendevano difficoltosa l'attività agricola nella zona. Le opere di canalizzazione, determinarono la quasi totale scomparsa dell'antico lago e delle altre aree palustri, a cui venivano strappati vasti lotti di terreno che poteva essere sfruttato per usi agricoli.
Proprio in questo contesto, vi fu lo sviluppo di questa fattoria, appartenuta all'epoca alla famiglia Ponticelli, che possedeva anche altre tenute nella zona. Il complesso settecentesco si sviluppò ove probabilmente si trovava una struttura preesistente.
Rimasta sempre di proprietà privata, durante il XX secolo la villa padronale è stata suddivisa in più unità abitative.

## Descrizione
La Fattoria di Principina si trova all'interno dell'omonima tenuta dove, con il suo fianco laterale destro, fronteggia la facciata della Chiesa dell'Annunciazione.
L'edificio padronale si presenta come un imponente complesso a pianta rettangolare, con pareti esterne rivestite in intonaco. Si sviluppa su tre livelli, con due portali d'ingresso ad arco tondo che si aprono nella parte centrale della facciata principale. Il pian terreno presenta una serie di finestre di forma quadrata ma di ampiezza leggermente inferiore a quelle che si aprono al livello superiore; una cordonatura che si articola lungo l'intera facciata principale e lungo le due facciate laterali delimita il pian terreno dal livello superiore. Il primo piano superiore presenta finestre di forma quadrangolare, più ampie rispetto a quelle che si aprono al pian terreno e al livello ancora superiore. La facciata posteriore è addossata al pian terreno ad un'altra struttura che presenta strutture murarie in laterizio, con la cui sommità delimita un'ampia terrazza che si apre al primo livello.
L'intero complesso è circondato da macchia mediterranea.